# Rusko gledališče Mihaila Čehova Riga
Rusko gledališče Mihaila Čehova Riga (latvijsko Mihaila Čehova Rīgas Krievu teātris, rusko Рижский русский театр имени Михаила Чехова), pogovorno imenovano rusko gledališče (latvijsko Krievu teātris, rusko Русский театр) ali RRT je gledališče v ruskem jeziku v Rigi v Latviji. Nahaja se na ulici Kaļķu 16 v Rigi.
Rusko gledališče Mihail Čehov v Rigi (pred letom 2006 je bilo znano kot Riško rusko dramsko gledališče) je bilo ustanovljeno leta 1883, zaradi česar je najstarejše ruskojezično dramsko gledališče zunaj Rusije. Prvotni igralski ansambel je sestavljalo šestnajst igralcev. Gledališče je raslo v 19. stoletju in je doživelo zlato dobo pred rusko revolucijo. Gledališče je nadaljevalo z delovanjem tudi, ko je Latvija postala neodvisna država vojni za neodvisnost (1918–1920). Med kasnejšo sovjetsko okupacijo Latvije je gledališče še naprej delovalo, vendar se je moralo prilagoditi takratni politični cenzuri. Med drugo svetovno vojno ni izvajalo nobenih predstav. Po razpadu Sovjetske zveze in ponovni vzpostavitvi latvijske neodvisnosti lahko gledališče znova ponuja mešanico klasičnih in novih, inovativnih predstav. Leta 2006 je dobil ime po Mihailu Čehovu, ki je dve leti preživel v Rigi (1932-1934) in je vplival na latvijsko gledališče in uprizoritveno umetnost.
Od 8. januarja 2018 gledališče vodi Dana Bjorka, generalna direktorica in članica upravnega odbora.